# Eragrostis terrestris
Eragrostis terrestris är en gräsart som beskrevs av Yi Li Keng. Eragrostis terrestris ingår i släktet kärleksgrässläktet, och familjen gräs. Inga underarter finns listade i Catalogue of Life.